# Мілмор меморіал
Мілмор меморіал (англ. Milmore Monument) — пластична композиція із двох фігур і рельєфу, котру створив скульптор Френч Деніел Честер для Мілмор меморіалу в місті Бостон.

## Скульптор Френч
Френч Деніел Честер походив з забезпеченої родини. Батько майбутнього митця був суддею і помічником міністра фінансів Сполучених Штатів. Парубком обрав художню кар'єру, чому сприяли відвідини родичів в Брукліні, Нью-Йорк і перебування в майстерні скульптора Джона Ворда. Статки родини дозволили перебування в Західній Європі, де рік митець працював в місті Флоренція в майстерні Томаса Болла, а після нетривалого перебування в США прибув в Париж, де продовжив навчання в Національній школі красних мистецтв. Перебування в Парижі вплинуло на художню манеру митця, котрий добре засвоїв пафосну манеру скульпторів Франції і переніс її на ґрунти Сполучених Штатів. Багато і плідно працював як автор меморіальної пластики та надгробків, а також як автор монументів для різних міст Сполучених Штатів (Конкорд і Бостон в Массачусетсі, Антанта штат Джорджія, Філадельфія, Вашингтон, Нью-Йорк).

## Мілмор меморіал для Бостона «Смерть і скульптор»[1]

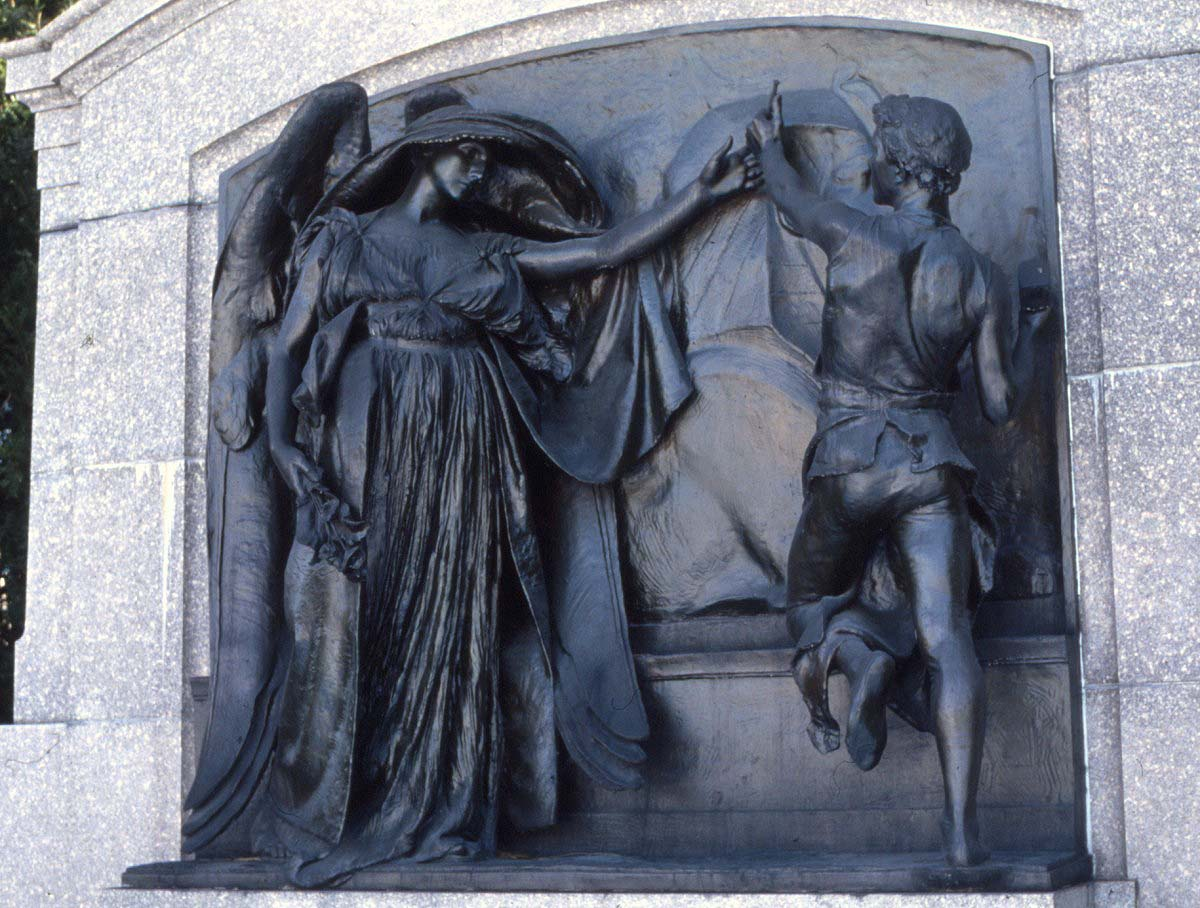
Мілмор меморіал в Бостоні, 1893 р., бронза.

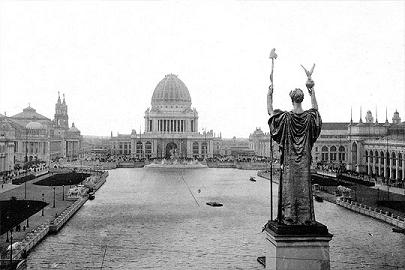
Всесвітня виставка в Чикаго 1893 року.

Брати Мілмор емігрували в Сполучені Штати з Ірландії в 1851 році. Джозеф Мілмор працював каменярем, а Мартин став скульптором. Брати працювали разом, одним з їх сумісних творів був сфінкс для цвинтаря Mount Auburn, створений 1873 року. Пластична група «Смерть і скульптор» створена як художній надгробок на честь братів Джозефа (1841—1886), Джеймса та Мартина Мілмор (1844—1883).
Традиція поєднання холоднуватих алегорій з реалістично відтвореними фігурами мала широке розповсюдження в монументах і надгробках скульпторів Західної Європи (їх робили француз Франсуа Рюд, італієць Луїджі Беллі, низка майстрів надгробків). Алегоричні постаті в монументах часто поєднував і Френч.
В меморіалі братів Мілмор він поєднав алегоричну фігуру Смерті з реалістично відтвореною фігурою молодого скульптора. Крилата жінка м'яко зупиняє руку молоденького скульптора, котрий натхненно працював над висіканням сфінкса. Здивування викликає алегорія Смерті, не схожа на жодне стереотипне зображення смерті в надгробках (кістяк в довгому одязі з відлогою і косою в руці). Френч подав смерть як молоду і вродливу жінку, що схожа на янгола-охоронця. Всі фігури надгробка насичені такою пластичною красою, що перетворили групу на визначний зразок меморіальної пластики в Сполучених Штатах. На пригнічуючий зміст скульптурної групи працював і темний колір бронзи, використаний для варіанта 1893 року.
Ще в дні перебування в Парижі, де була створена гіпсова модель надгробка перед відливкою в бронзі, її помітили і розцінили як вдалу. Гіпсова модель була подана на декілька паризьких виставок, на одній з яких (Салон Марсового поля) отримала медаль третього ступеня. Це був другий такий випадок, коли твір американського митця отримав визнання в тодішньому художньому центрі світу — Парижі.
Гіпсову модель скульптурної групи «Смерть і скульптор» показали також на колумбійській Всесвітній виставці в Чикаго 1893 року. Але цей варіант твору був втрачений 1949 року.
Пластична краса надгробка меморіалу Мілмор не залишила байдужими і шанувальників мистецтва в Сполучених Штатах. Були замовлені чотири копії, котрі розмістили у власних збірках музеї Чикаго, Філадельфії, Сен-Луїса та Бостона. Оригінал декілька разів перебудовували. Первісний варіант, створений архітектором С. Говардом Волкером, переробляли в 1914 та в 1945 роках.
Ще 1917 року варіант з мармуру створили брати Піччіріні, котрий перейшов до збірок скульптури Музею мистецтва Метрополітен. Інший колір пластичної групи без тривожних спалахів бронзи надав твору елегійного суму і довершеності.